# 黑猫警长Giao哥
黑猫警长Giao哥（简称：Giao哥，1991年8月22日—），本名展亚鹏，快手短视频网络红人，说唱歌手。

## 生平
Giao哥出生于河南省新郑市陈家村。2017年，他开始活跃于短视频平台，凭借一句“一给我哩giaogiao”被大众所熟知，他的一段「我太難了，最近我壓力很大」视频也以網路迷因形式广为流传，「我太難了」后入选《咬文嚼字》编辑部2019年十大流行语。2018年5月，作为选手参加爱奇艺《中国新说唱》海选。同年8月，推出首支个人单曲《阿Giao正传》。
2019年9月，发表合唱单曲《开心真Giao》。2020年7月，参加《中国新说唱》第三季。

## 个人生活
2019年12月，Giao哥通过微信朋友圈晒出自己在婚纱店试穿西装的照片。这些照片随后在网络上传开，#Giao哥结婚#话题也一度登上新浪微博热搜。对此，Giao哥回应称：“我算什么货色能上热搜！”